# Ramón Climent (Fußballspieler, 1963)
Ramón Arturo Climent Labra (* 23. Dezember 1963 in Santiago) ist ein ehemaliger chilenischer Fußballspieler auf der Position des Mittelfeldspielers und aktueller -trainer.

## Karriere

### Verein
Ramón Climent spielte in der Jugend von Universidad de Chile und wurde 1981 an Curicó Unido verlieren, bei dem er im Profifußball debütierte. Im Folgejahr wechselte er zu Regional Atacama, bei dem sein Vater Trainer wurde. Der Mittelfeldspieler fasste Fuß in der Primera División und spielte für weitere Vereine. Längste Station in seiner 16-jährigen Karriere war Everton, für den er von 1990 bis 1993 auflief. Zum Ausklang seiner Karriere zog es Climent nach Sydney in die National Soccer League zu den Marconi Stallions.
Ramón Climent begann seine Profikarriere 1949 beim Badminton FC, das nur ein Jahr später mit dem CD Ferroviarios zu Ferrobadminton fusionierte. 1956 ging er zu den Rangers de Talca und kehrte 1958 in seine Geburtsstadt zum CD Palestino zurück. Nach zwei Jahren bei den Árabes zog es Climent in die Región del Biobío. Dort spielte er noch im Campeonato Regional de Fútbol für die Auswahlmannschaft von Schwager und Lota, die kurze Zeit später zu Lota Schwager fusionierten.

### Trainer
Ramón Climent trainierte nach seiner aktiven Karriere verschiedene unterklassige Klubs in Chile. Mit Deportes Vallenar wurde der frühere Erstligaspieler 2017 Meister der Segunda División.

## Erfolge
Deportes Vallenar
- Meister der Segunda División: 2017

## Sonstiges
Sein Vater Ramón Climent Morales war ebenfalls Fußballprofi und -trainer.